# Radeč (Nedrahovice)
Radeč (lidově též Rač, německy Ratsch) je malá vesnice, část obce Nedrahovice v okrese Příbram ve Středočeském kraji. Nachází se asi dva kilometry severovýchodně od Nedrahovic. V Radči je evidováno 17 adres. V roce 2011 zde trvale žilo 47 obyvatel. Radeč leží v katastrálním území Radeč u Nedrahovic o rozloze 1,87 km².

## Historie
První písemná zmínka o vesnici pochází z roku 1542.
Při vykopávkách na pozemcích bývalého Spilkova statku byly nalezeny renesanční kachle z nepolévané hlíny, pocházející ze 16. století. Kachle, zobrazující muže v oděvu ze 16. století a dívku s loutnou, jsou uloženy ve sbírkách Národního muzea v Praze.
Nálezy svědčí o tom, že v těchto místech pravděpodobně býval poplužní dvůr pánů z Rožmberka, který posléze přešel do vlastnictví jesenických Růtů z Dírné. Po rozprodání jesenického statku se Radeč dostala do majetku rytířů z Kalenic a od roku 1623 patřila k vysokochlumeckému panství Lobkoviců.

## Obyvatelstvo
| Rok            | 1869 | 1880 | 1890 | 1900 | 1910 | 1921 | 1930 | 1950 | 1961 | 1970 | 1980 | 1991 | 2001 | 2011 | 2021 |
| -------------- | ---- | ---- | ---- | ---- | ---- | ---- | ---- | ---- | ---- | ---- | ---- | ---- | ---- | ---- | ---- |
| Počet obyvatel | 86   | 96   | 89   | 59   | 75   | 79   | 59   | 55   | 49   | 40   | 36   | 37   | 33   | 47   | 38   |
| Počet domů     | 11   | 11   | 11   | 11   | 10   | 10   | 11   | 10   | 10   | 10   | 11   | 11   | 12   | 17   | 17   |

## Doprava
V pracovní dny je autobusová zastávka Nedrahovice, Radeč obsluhována třemi spoji na lince Sedlčany - Janov - Dohnalova Lhota - Radeč- Jesenice - Dobrošovice - Měšetice - Sedlec-Prčice. Další místní i dálkové spoje na trasách Tábor - Příbram a Sedlec-Prčice - Praha projíždějí přes zastávku Nedrahovice, rozc. 0,9, vzdálenou od Radče 1,3 kilometru. Nejbližší železniční stanicí jsou 5 km vzdálené Sedlčany na trati Olbramovice - Sedlčany, případně rovněž pět kilometrů vzdálená zastávka Kosova Hora na téže železniční trati. Po místní silnici kolem Radče vede páteřní trasa mezinárodní dálkové cyklostezky Praha - Týnec nad Sázavou - Sedlčany - Tábor - Slavonice - Znojmo - Vídeň, označená jako 11. Greenway Praha - Wien.

## Pamětihodnosti

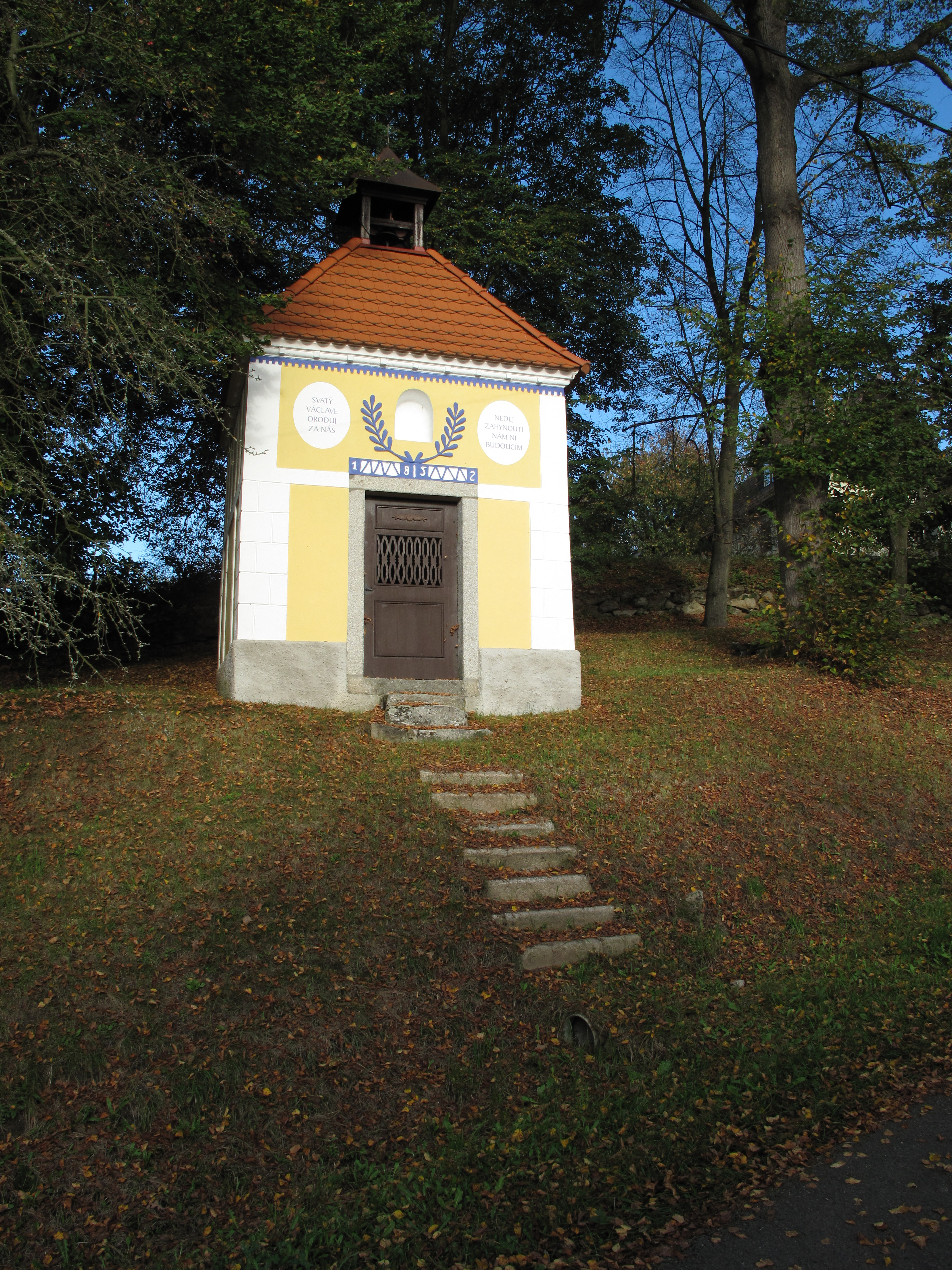
Kaplička v Radči

V obci se nachází kaple se zvoničkou zasvěcená Janu Nepomuckému. Postavená byla roku 1852.
V roce 2004 bylo v radečské kapli opraveno zvonění, které pravidelně ohlašuje poledne a 18. (v zimním období - SEČ), respektive 19. hodinu (SELČ).
Na podzim roku 2011 byly s použitím finanční dotace Ministerstva pro místní rozvoj provedeny rozsáhlé opravy kapliček v Nedrahovicích a v Radči. U radečské kapličky byly vybudovány přístupové schody, byla vyměněna střešní krytina a obnovena fasáda v duchu zachování jejího původního vzhledu a barevnosti. Opravená kaplička byla slavnostně vysvěcena 22. září 2012.

### Pověst
V Radči u Nedrahovic se traduje pověst o zakopaném pokladu:
„V Radči stával statek, který byl rozdělen mezi dva hospodáře, na objekt s čp. 3 a 6. Hospodáři se jmenovali Pechač a Dvořák. Oba měli zcela shodný živý sen. A oba se poté ve stejný čas potkali na louce nad hořejším rybníkem. Každý nesl motyku a rýč. Aniž by mezi sebou prohodili jediné slovo, dali se do kopání jámy a v ní našli krajáč plný peněz. Vzali krajáč každý za jedno ucho a společně jej nesli zpátky do vsi. U dolejšího rybníka se však začali o krajáč tahat, protože každý chtěl poklad dělit u něj doma. Krajáč se však rozpadl a peníze se propadly do země. Prý teprve až se oba statky spojí příbuzenstvím nebo jinak sjednotí, vystoupí ztracený poklad opět na povrch.“